# HU Волка
HU Волка (лат. HU Lupi), HD 134185 — одиночная переменная звезда в созвездии Волка на расстоянии приблизительно 1550 световых лет (около 475 парсеков) от Солнца. Видимая звёздная величина звезды — от +9,13m до +9,07m.

## Характеристики
HU Волка — жёлто-белая пульсирующая переменная звезда типа Дельты Щита (DSCTC) спектрального класса F0-F2, или F1, или F0. Радиус — около 4,98 солнечных, светимость — около 41,38 солнечных. Эффективная температура — около 6557 K.